# Ricardo Llorca
Ricardo Llorca (Alicante 1958) es un compositor hispano-estadounidense afincado en Nueva York desde 1988. Llorca es graduado y profesor en The Juilliard School of Music Evening Division desde 1995; compositor-en-residencia de la compañía de danza contemporánea Sensedance (New York City); compositor en residencia de  NYOS (The New York Opera Society); desde 2008 ha sido compositor para The Manhattan Choral Ensemble y compositor becario en The Argosy Foundation y Met-Life/Meet the Composer Series.
Su trabajo incluye óperas como Las Horas Vacías,  estrenada en versión de escena en Madrid en Los Teatros del Canal en coproducción con el Teatro Real de Madrid, The New York Opera Society, y High C Music;  y la ópera Tres Sombreros de Copa, estrenada en el Teatro Sao Pedro de Sao Paulo en 2017 y posteriormente en el Teatro de la Zarzuela de Madrid en 2019. Llorca también es compositor de música sinfónica, música de cámara, música coral, y música para teatro, cine y televisión.
En la obra de Ricardo Llorca se perciben fuentes de inspiración temática de sus raíces mediterráneas, mezcladas con elementos de música contemporánea. En su música también se advierten influencias de la música norteamericana y del downtown neoyorquino, más en concreto de los compositores minimales y post minimales tales como Philip Glass o John Adams.   

## Los años de formación
- Madrid- Viena- Granada 
Ricardo Llorca cultivó una gran sensibilidad por las artes desde su primera infancia dado que su familia le educó en un entorno en el que los estímulos culturales estaban a la orden del día. Nacido en Alicante en 1958, se trasladó muy joven con su familia a Madrid donde asistía regularmente a estrenos, representaciones teatrales, conciertos, exposiciones, etc. Su abuelo materno fue D. Cándido Casanueva Gorjón, notario de Madrid y Ministro de Justicia durante la II República; y su padre fue D. Vicente Llorca Zaragoza, director de la Biblioteca de la Universidad Autónoma de Madrid y de la Biblioteca del Senado. Ricardo Llorca fue alumno del Colegio Estilo, una institución pedagógica heredera de la Institución Libre de Enseñanza dirigida por la escritora Josefina Aldecoa. En el Colegio Estilo estudiaban muchos de los hijos de las grandes  personalidades culturales de la época tales como García Berlanga, Bardem, Saura, José María de Quinto, Buero Vallejo, Alfonso Sastre, Vizcaíno Casas, Pablo Sorozábal, Rafael Azcona, García Hortelano, etc.  A los 17 años, Llorca decide que su verdadera vocación es la música e ingresa en el Real Conservatorio Superior de Música de Madrid.  
Entre los profesores de composición que tiene en esta etapa destacan Antón García Abril y Román Alís, sin embargo, Llorca no se siente motivado con la metodología y el ambiente de los conservatorios europeos del momento. En palabras del propio autor[1]  “A pesar de que tanto García Abril como Román Alís eran grandes profesores y abiertos a todo tipo de músicas, en el conservatorio y en el mundo de la composición en España, había un ambiente muy sectario en el que tenías que seguir a la fuerza la corriente dominante si no querías que te estigmatizaran como a un hereje.” 
En el año 1981, consigue una beca para continuar su formación como compositor en la Hochschule für Musik und Darstellende Kunst de Viena. Aquí crece su desencanto con una educación musical que, en el caso concreto de Viena, todavía estaba anclada en el dodecafonismo y la música serial. A los pocos meses de su llegada a Viena, Llorca renuncia a su beca y regresa a Madrid, donde se reincorpora al RCSMM. Por el día asiste a clases de composición mientras que por la noche participa en la incipiente vida cultural del Madrid de La Movida.  
Llorca también se siente atraído por la música electrónica, el soul, funk y el tecno, y participa como compositor y teclista en las bandas Línea Vienesa y Los Garrido,[2] actuando en las salas Marquee, El Sol, y en la mítica sala de conciertos Rock-Ola, donde confraterniza con sus compañeros de colegio Jorge y Carlos García Berlanga y con artistas incipientes de la época tales como SigfrIdo Martín Begué, Bernardo Bonezzi, Ceesepe, Ouka Lele, etc. En palabras del propio Llorca: "Todavía me pregunto cómo al terminar mis estudios, yo todavía conservaba una cierta estabilidad psicológica pues no había sido tarea fácil compaginar aquel mundo tan frío, tan académico y tan autocomplaciente del Real Conservatorio con la sociedad hedonista y divertida que imperaba en los primeros tiempos de La Movida".[3] 
En paralelo, en el verano de 1982 Llorca asiste a seminarios de composición en los Cursos Manuel de Falla del Festival de Granada con Carmelo Bernaola y Luis de Pablo; y en el verano de 1988 con Luigi Nono, quien le recomienda seguir su formación en Estados Unidos. Nono entendía que la estética de los compositores minimales (Philip Glass, John Adams, Meredith Monk, etc), y de la “Escuela Americana” eran mucho más afines a Llorca que la estética de las vanguardias europeas.

- Nueva York (desde 1988) 
Ricardo Llorca establece su residencia en Nueva York en 1988 donde descubre otra mentalidad y otra manera de entender la música. Cambia el ambiente del Real Conservatorio de Madrid por el efervescente y mucho más abierto de The Julliard School of Music, el centro artístico más exclusivo, prestigioso y exigente del mundo. Comparte clases con cantantes como Nancy Fabiola Herrera, Verónica Villarroel, Ana Maria Martinez, Renée Fleming y Audra McDonald; con compositores como Gisle Kverndokk, Louis Conti, Scott Adams; y coreógrafos como Henning Rübsam. Llorca también tiene la oportunidad de asistir a las clases magistrales de Leonard Bernstein, Luciano Pavarotti, Plácido Domingo, Jessye Norman o Marilyn Horne.  En Juilliard tiene como profesores a John Corigliano y a David Diamond, discípulo de Nadia Boulanger y uno de los miembros más destacados de la llamada “Escuela Americana” junto con Aaron Copland, Leonard Bernstein y Virgil Thompson.   
Durante algunos años también tuvo acceso al mundo más cerrado de la intelectualidad neoyorquina, conocíó muy de cerca a Susan Sontag, a Diana Trilling, a James Lord (el biógrafo de Dora Maar); a James Purdy y a Norman Mailer, dos de los dos últimos grandes escritores norteamericanos; a Tobias Schneebaum, un explorador octogenario que recorría todas las salas de Nueva York dando exactamente el mismo tipo de conferencia en la que explicaba sus experiencias sexuales con los antropófagos de Guinea-Bissau, al economista Robert Heilbroner, al biógrafo Francis Steegmuller, a William Weaver (traductor de Italo Calvino y Umberto Eco), a Noam Chomsky, etc. En 1995, recomendado por Tobias Schneebaum, Llorca obtiene una beca para asistir a Yaddo para escribir un concierto de piano: Tres Piezas para piano y orquesta. Yaddo, fundada en 1900 por el matrimonio formado por Spencer y Katrina Trask para apoyar desinteresadamente a artistas de diferentes disciplinas, es la colonia de artistas más prestigiosa de los Estados Unidos. Según Llorca: "Hoy en día, y después de cien años de existencia, ya son más de seis mil los artistas que nos hemos hospedado en Yaddo. Entre los inquilinos de la colonia se contabilizan sesenta y cuatro Premios Pulitzer y sesenta y un National Book Awards, y hasta un Premio Nobel de Literatura. Los artistas que solicitan residencias en Yaddo son escritores, periodistas, pintores, escultores y músicos. Estos artistas han sido previamente evaluados por un jurado que les selecciona en base a la calidad de su obra realizada, o en base al interés de su proyecto, como fue mi caso, ya que en 1995 yo todavía era un graduado de Juilliard sin más biografía, ni más obra a presentar, que un concierto de piano sin terminar".

## Otras facetas de su trayectoria
- Gestión cultural

La inquietud de Ricardo Llorca no se limita a la creación artística ya que a lo largo de su carrera ha colaborado con instituciones públicas y privadas para promocionar la música contemporánea y clásica en general. Desde el año 2008 trabaja como compositor residente y director adjunto en The New York Opera Society, colaborando con Jennifer Cho en la organización de conciertos y eventos culturales, buscando patrocinios, programando y seleccionando artistas, etc. Ejemplo de ello son las cuatro temporadas en las que ha organizado a través de NYOS los Conciertos de Navidad de la Embajada de Italia en Washington DC; diversos recitales de música de cámara en el Smithsonian Museum y la National Gallery de Washington D. C.; el World Financial Center de Nueva York;  el Dag Hammarskjold Auditorium de las Naciones Unidas; el Chicago Cultural Center; el Auditorio Teresa Carreño de Caracas; el Teatro Sao Pedro de Sao Paulo, el Teatro Tapia  y el Festival Iberoamericano de las Artes de Puerto Rico, entre otros.
También desde 1994 es programador musical y miembro del Comité Cultural del Queen Sofia Spanish Institute de Nueva York en donde ha organizado recitales y conciertos con figuras de la talla de Giulliano Belotti, Mac McClure, Nancy Fabiola Herrera, Veronica Villarroel, Rosa Torres-Pardo, Carmen Bravo de Mompou, Alex Garrobé, etc
- Actividad docente

Desde el año 2001, Llorca imparte clases magistrales en conservatorios latinoamericanos y españoles tales como el Conservatorio de Ibagué (Colombia), la EAFIT de Medellín (Colombia), Universidad Nacional de Bogotá, entre otros. En este sentido, Llorca colaboró solidariamente con el BID (Banco Interamericano de Desarrollo) en la organización del llamado "Sistema", mediante el cual diferentes gobiernos latinoamericanos apoyados por el BID se encargaban de facilitar la formación musical a niños en riesgo de exclusión. 
En 1995, dos años después de terminar sus estudios, The Juilliard School Evening Division le ofreció impartir seminarios monográficos y desde entonces, ha trabajado activamente organizando diferentes seminarios durante los semestres académicos de Juilliard, casi todos dedicados a la música contemporánea. Entre otros, cabe destacar: "El Folclore en la música contemporánea", "La Música Sefardí", "Igor Stravinsky", "John Adams", "Arnold Schoenberg", "Richard Strauss", "Oscar Esplá", "The Juilliard Composers", "La Música española y sudamericana del Siglo XX", en donde Llorca ha invitado a participar a artistas españoles y sudamericanos de la talla de Rosa Torres-Pardo, Sonia Megías, Giuliano Belotti, Tania León, Lowell Liebermann, etc. Sus últimas propuestas han dado un salto generacional acercando al mundo académico la obra de David Bowie, Bjork, y Patty Smith, entre otros.

## El estilo
En palabras del autor: "Los compositores no necesariamente tenemos que explicar lo que hacemos, puesto que muchas veces lo que escribimos no es sino un mero producto de nuestra intuición y no de la reflexión. Además, cuando se compone hay que olvidarse de la técnica, en la medida de lo posible, y dejarse llevar por lo que uno quiere expresar en un momento determinado. También hay que alejarse de los "collages" para intentar conseguir una unidad de lenguaje desde el principio hasta el fin de la obra. No existe ninguna duda de que en los últimos años las tendencias artísticas han sido cada vez menos radicales. Mirando hacia atrás, concretamente a los años ochenta, uno puede reconocer un amplio movimiento hacia una orientación más tradicional y conservadora entre compositores de distintos temperamentos e ideas estilísticas".
Rubén Jordán escribe en su ensayo “Una aproximación a la historia transfigurada”: “La música de Ricardo Llorca destaca también por la dualidad. La dualidad de claras estructuras formales y el desarrollo de materiales a partir de la reflexión y la técnica compositiva tradicional, todo ello filtrado por un atisbo de minimalismo en el que todo es relevante, fresco y valiente.”
El musicólogo Antonio García Montalbán nos comenta en su ensayo "Las Horas Vacías: Un análisis del monodrama de Ricardo Llorca" publicado en 2008 por el Conservatorio Superior de Música de Castellón: "Nuestro autor es el principal compositor español que en estos momentos es consciente del nuevo estilo que está conmocionando el mundo de la música contemporánea:  “La Escuela de los Nuevos Místicos”, encabezada por Gorecki, Tavener, Sciarrino o Aarvo Part, y que, desde las filas del tardoserialismo o la supuesta experimentación de algunos cenáculos españoles, es tildada de “neofascista” en una categoría estética que no deja de ser sorprendente."
En la opinión de Llorca: “Hoy en día existe una gran confusión en torno a los fines de la música contemporánea y a los elementos que se encuentran a su disposición. No contamos con una tendencia única que la englobe ni con un estilo concreto que la defina. Los compositores nos hemos visto en la disyuntiva de, o bien continuar por el camino de la experimentación, o volver a los esquemas clásicos. Algunos compositores nos hemos encontrado incapaces de seguir adelante bajo los mismos auspicios estéticos que han dominado la música durante las últimas décadas. La mirada hacia atrás es quizás la única salida posible: revisar el pasado y volver a trabajar sobre las estructuras y sobre los conceptos clásicos (horizontales y verticales) de la música, retomando el concepto de expresividad según los modelos tradicionales”.
Otra de las facetas de la tarea compositiva de Llorca es que también es autor de los libretos y textos de algunas de sus obras, aquí también destaca en la forma de transmitir emociones y sensaciones que no caducan. Suyos son los cantables de Tres sombreros de Copa y el libreto original de Las Horas Vacías (revisado posteriormente por el dramaturgo Paco Gámez en su versión de escena), o The Dark Side. 

## La obra
Desde “The Dark Side” estrenada en 1995 por la mezzosoprano Cheryl Marshall en Paul Recital Hall (The Juilliard School, Nueva York), o “El Combat del Somni”, la obra de Ricardo Llorca ha dejado huella en público y crítica ya que “posee un lenguaje armónico combinado de elementos de simplicidad clásica y disonancias que agradan en lugar de sorprender”.
Posteriormente llegaron "Tres Piezas para Piano y Orquesta”, obra estrenada en 1999 por la Orquesta de la Radiotelevisión Española en el Teatro Monumental de Madrid; el "Concierto Italiano, para flauta de pico, guitarra, clavecín y orquesta de cuerdas" , obra encargo del Centro Para La Difusión de la Música Contemporánea estrenada en 2002 en el Auditorio Nacional de Madrid; "Tres Piezas Académicas para Piano": I "Sarao", II "Coral", III "Fuga" (obra encargo del Queen Sofía Spanish Institute de Nueva York en 2000 y estrenada por Mac Maclure en la Sala Carlos IV del Spanish Institute.
Destacamos también “Thermidor" (para órgano y orquesta sinfónica), obra encargo de la Orquesta Nacional de España y estrenada en el Auditorio Nacional de Madrid en 2014. O “Borderline”,  obra encargo del CDNM (Centro para la Documentación Nacional de la Música) y de la pianista Rosa Torres-Pardo (Premio Nacional de Música 2017) estrenada en 2012 en el Museo Nacional Reina Sofia de Madrid, en la que se incluye una batucada popular.
Su primera ópera “Las Horas Vacías” fue estrenada durante la “XII Setmana de Música Sacra de Benidorm” en 2007,ha viajado posteriormente a Berlín, San Petersburgo, Nueva York, Sao Paulo y Lituania, y ha sido estrenada en versión escénica en noviembre de 2021 en los Teatros del Canal de Madrid, en coproducción con el Teatro Real. Según la crítica: "Una música de una calidad excepcional que pone una vez más de relieve la calidad de este compositor y maestro que, desde su estilo de aires neoyorquinos –donde actualmente enseña– mira al pasado de una España que siempre está muy presente en su obra......Ya solo el comienzo es maravilloso, déjenme que les narre como el piano engendra unos primeros sonidos que enseguida toma la orquesta. Poco a poco se van sumando instrumentos, uno tras otro hasta que entra el coro con un tema que no pasa desapercibido para los amantes de la música antigua.” ó  "... esta ópera que no es clásica ni es contemporánea desde un punto de vista estético, pero es original, cruda y amable: un regalo atrevido y actual para nuestro repertorio español.”
Su segunda ópera es  “Tres Sombreros de Copa”, obra encargo de The New York Opera Society y basada en la obra original de Miguel Mihura. Esta obra fue estrenada en el Teatro Sergio Cardoso en Sao Paulo los días 26 y 28 de noviembre de 2017 y representada posteriormente en el Teatro de la Zarzuela de Madrid en 2019. La crítica se refirió a ella en los siguientes términos: “…la ilusión, la ternura, el absurdo, el amor imposible, la indecisión, la genial locura. Todo ello cabe en la deliciosa obra de Miguel Mihura que ahora se perfecciona con la música seria, importante, bien realizada, de un compositor de prestigio y que demuestra su indudable calidad… " O también "Llorca se inspira en la música del sur de Italia de aderezo folclórico y circense de gran riqueza sonora, explorando de forma brillante todos los recursos de la paleta orquestal".

## Premios y Distinciones
Beca "Richard Rogers Scholarship 1992"
Premio "Virgen de la Almudena 1999"
"American Chamber Music Award, 1994"
Premio "John Simon Guggenheim 2001"

## Discografía
“Tres piezas para piano y orquesta" ("El Tiempo Malherido") /sello "RTVE Música" 2004
"Concierto Italiano" /"Columna Música"/2005
"Tres Piezas para Piano Académica" /Columna Música/2005 /RTVE Música /2005
“The Dark Side”/Columna Música/2005
"Las Horas Vacias - The Empty Hours" / Columna Música/ 2011
“Handeliana”/ Naxos/ 2013

## Catálogo general
| OPUS | | AÑO       | ESTRENO |
| ---- | --- | --------- | --- |
| 1    | "Opium" (guitarra solista) "Canalla" (para dos guitarras) "Zambra" (para dos guitarras, soprano, barítono, percusión y cuarteto de cuerda) | 1991      | "Virginia Luque Recital". Weill Recital Hall at Carnegie Hall (New York. Octubre 1991) "A Journey into the Spanish Music" The Juilliard Performance Programs for Schools Summer tours de 1990 y 1991. Spring tours1993/1994. Spring tour 1996. |
| 2    | "Odeon" (Para orquesta) | 1992      | |
| 3    | "The Swimming Pool"/"La Piscina" (para live electronics e instrumentos de percusión) | 1993      | "Composers and Choreographers" Alice Tully Hall, Lincoln Center. Electronic Instruments: Ricardo Llorca Percussion: Samuel Cohen, David Libman Choreographed and danced by Claudia Florian |
| 4    | "The Dark Side" (1993) (Monodrama para mezzosoprano y piano con libreto de Ricardo Llorca) (versión opcional para barítono y piano) | 1993      | Paul Recital Hall (The Juilliard School, Lincoln Center, Nueva York) Mezzosoprano: Cheryl Marshall. Piano: Ricardo Llorca. (4 de octubre de 1993) *Grabado por Columna Musica para el disco "Concierto Italiano" (agosto de 2005) Mezzosoprano: Nancy Herrera Piano: Mac Maclure |
| 5    | "Tres Piezas para piano y orquesta"/ "Three pieces for piano and orchestra" Parte1 "El Tiempo Malherido"/"The Wounded Age" Parte 2 "El Fin de la Inocencia"/"The End of Innocence" Parte 3 "La Avalancha"/"The Avalanche". | 1998      | Teatro Monumental de Madrid Conductor: Uwe Mund. Orquesta de la Radiotelevision Española. (25 de noviembre de 1999) *Grabado por el Sello "RTVE Musica" para el CD "El Tiempo Malherido" Piano: Miguel Baselga Dir: Jose Maria de Eusebio. Orquesta de la RadioTelevision Española |
| 6    | "El Angel Caído"/ "The Fallen Angel" (para orquesta) | 1999      | Auditorio Nacional de Música de Madrid 5 de noviembre de 1999 Conductor: José Ramón Encinar. Orquesta Filarmónica de Madrid. *Premio "Virgen de la Almudena 1999 |
| 7    | "Tres Piezas académicas para piano"/ "Three academic pieces for piano" (2000) "Sarao"/"Sarao" "Coral"/"Chorale" "Fuga"/"Fugue" | 2002      | "A Journey into the Spanish Music" The Spanish Institute, Nueva York. (23 de abril de 2000) Piano: Mac McClure *Grabado por el Sello Columna Musica para el CD. "Concierto Italiano". Piano: Raimon Garriga Grabado por el Sello RTVE Música para el CD "El Tiempo Malherido" Piano: Ricardo Descalzo |
| 8    | "Concierto Italiano" (2001) (para flauta de pico, guitarra, clave continuo y orquesta de cuerdas) Obra encargo del Grupo "La Folía", "Festival Andrés Segovia 2002" y "Centro para la Documentación de la Música Contemporánea" 1-Dell'onda ai Fieri Moti 2-Credete al mio Dolore 3-Vorrei Vendicarmi | 2001/2005 | Concierto: Festival Andres Segovia 2002. Auditorio Nacional de Madrid. Noviembre 2002 Solistas: Pedro Bonet (flauta de pico) Pablo de la Cruz (Guitarra) Belen Gonzalez (Clavecin) Orquesta "I Solisti Aquilani" *Grabado por el Sello Columna Musica para el CD: "Concierto Italiano" ( 2005). Solistas: Pedro Bonet ( flauta de pico ) Alex Garrobe ( Guitarra ) Belen Gonzalez ( Clavecin ) Orquesta del Gran Teatro del Liceo Director: Guerassim Voronkov |
| 9    | "La Memoria de los Caños" (para guitarra) | 2004      | Estreno en EEUU: "Ricardo Llorca y la musica de Cataluña" The Florence Gould Hall-Alliance Francaise, New York. Octubre 2004. Solista: Tali Roth Estreno en España: "Ricardo Llorca y la re-invencion del Barroco" Benidorm. Iglesia de San Jaime. 19 de marzo de 2005. Solista: Alex Garrobe |
| 10   | "Las Danzas del Vizcaino" (2005) para Clavecin. Obra encargada por "La Folia" con motivo del V Centenario de la primera edición del Quijote. | 2005      | Concierto: "Ricardo Llorca y la re-invencion del Barroco" Benidorm. Iglesia de San Jaime. 19 de marzo de 2005 Solista: Belen Gonzalez |
| 11   | Opera: "Las Horas Vacias"/ "Empty Hours"/ "Vertane Zeit" (2007) Música y libreto de Ricardo Llorca Opera/Monodrama para soprano y actriz, piano, coro y orquesta de cuerda. | 2007/2021 | Estreno versión concierto: "XII Setmana de Música Sacra" Benidorm. Iglesia de San Jaime. 31/03/ 2007. Soprano: Dorota Grezskowiak Actriz: Maria Ruiz de Apodaca. Piano: Lynn Baker. Agrupación Coral de Benidorm. Orquesta del Julius Stern Institute de Berlin. Director: Matias de Oliveira Estreno de la versión escénica: Teatro Real de Madrid en coproducción con los Teatros del Canal en colaboración con The New York Opera Society y HighC Music. 8 de noviembre de 2021 Musica: Ricardo Llorca. Libreto: Ricardo Llorca y Paco Gámez EQUIPO ARTÍSTICO La Mujer (soprano): Sonia de Munck. La Mujer (actriz): Mabel del Pozo. Director Musical: Alexis Soriano. Director de Escena: José Luis Arellano García. Escenógrafa: Silvia de Marta. Figurinista: Miguel Ángel Milán. Videocreador: Miquel Àngel Raió. Coreógrafo: Chevi Muraday. Iluminador: Juan Gómez-Cornejo. AAI Asistente de iluminación: Jesús Díaz Cortés. Coro y solistas de la Orquesta Titular del Teatro Real. Pianista: Eduardo Fernández. Director del Coro: Andrés Máspero. Asistente de Dirección Musical: Luis Seguí. *Grabación CD LAS HORAS VACíAS/THE EMPTY HOURS Ópera-monodrama para soprano y actriz, piano, coro y orquesta de cuerda. Soprano: Laura Alonso Actriz: Angélica de la Riva. Piano: Rosa Torres-Pardo. Manhattan Choral Ensemble Orquesta de The New York Opera Society. Conductor: Emmanuel Plasson |
| 12   | "La Llum" (2009) Para coro (SATB) y piano solista, encargo de the Manhattan Choral Ensemble | 2009      | "New Music for New York" Earl Hall (Columbia University, New York) 7/03/2009. The Manhattan Choral Ensemble |
| 13   | "El Combat del Somni" / 'The Battle of dreams" (2008) Música: Ricardo Llorca / Texto: Josep Janés (tres piezas para soprano y piano), adaptadas posteriormente para soprano, piano solista y orquesta de cuerda. Y después para violín and piano solista. (Encargo de Mac Maclure; The "New York Opera Society y "The Michael Phelps/John O'Brien Salon Series") 1-Mai Mes 2-La Llum 3-En Dute'm "Combat del Somni" (para violín y piano) (Encargo de Rosa Torres-Pardo) "Combat del Somni" para soprano, piano y orquesta de cuerda | 2008/2015 | Estreno versión original: "The Michael Phelps/John O'Brien Salon Series/NY 2009" Soprano: Deborah Dimasi. Piano: Lynn Baker. 19/09/2009 Estreno versión violín y piano: Madrid / Museo Nacional Reina Sofía / Auditorio 400. Piano: Rosa Torres-Pardo Violin: Anne Marie North. 9/02/2015. Estreno versión para soprano, piano y orquesta de cuerda: Concierto "Solistas Mediterraneos" Auditorio de la Diputación de Alicante (ADDA) . Alicante. Soprano: Ana Maria Sanchez. Piano: Luis Seguí. Orquesta del Mediterraneo. Director: Jose Miguel Rodilla 27/10/2015 |
| 14   | "Handeliana" para guitarra solista, encargo de Adam Levin. | 2011      | "Le Poisson Rouge" (New York City) Guitarrista: Adam Levin *Grabación de CD "21st Century Spanish Guitar, Vol. 1" obras de Ricardo LLORCA/ David DEL PUERTO / Octavio VAZQUEZ, etc. Guitarrista: ADAM LEVIN. Sello Naxos. Serie: Guitar Collection |
| 15   | "Identifying Bodies at the Twenty-Sixth Street Pier" Para Coro SATB y solo tenor, encargo de The Manhattan Choral Ensemble | 2011      | Concierto "Manhattan Choral Ensemble" Iglesia de la encarnación ( New York City) 12/03/ 2011. |
| 16   | "Borderline" (Para batucada y orquesta). Encargo de CDNM ( Centro para la Documentación Nacional de la Música) y NYOS (New York Opera Society). Posteriormente adaptado para piano solista, batucada y orquesta sinfónica.. (Encargo de Rosa Torres-Pardo) | 2012/2015 | Auditorio 400 "Red Chair Concert Series" Museo Reina Sofía (Madrid) Orquesta del ENSEMS. Grupo de Batucadas de la New York Opera Society. Director:Joan Cerveró (4 de junio de 2012) "Borderline / Al límite" Rosa-Torres Pardo, Ricardo Llorca y la JORCAM Festival de Verano/ Auditorio de El Escorial Piano: Rosa Torres-Pardo. Joven Orquesta de la Comunidad de Madrid. Director: Jose Maria Moreno (4 de julio de 2015) |
| 17   | "Thermidor" (Para órgano y orquesta sinfónica). Encargo de la orquesta Nacional de España y de la Fundación SGAE | 2014      | Concierto Orquesta y Coros Nacionales de España Auditorio Nacional de Madrid Orquesta Nacional de España Director: Antonio Mendez 17, 18 y 19 de octubre de 2014 |
| 18   | "Cavatina" (2016) (Tema y variaciones sobre el Aria di Romilda de G. F. Handel) . Una obra de piano encargo de CDNM (Centro Nacional para la Difusión de la Música) | 2016      | 21/03/ 2017 en el Auditorio de la Diputación de Alicante (ADDA) por la pianista española Alba Ventura. |
| 19   | “Tres Sombreros de Copa”/ “Three Top Hats” Una ópera "circense" basada en la obra homónima de 1932 de Miguel Mihura’s. Música y cantables: Ricardo Llorca. Diálogos: Miguel Mihura | 2017      | Estreno internacional: Sao Paulo (Teatro Sergio Cardoso). 26/09/2017 Dirección musical: Alexis Soriano. Director asistente: Pedro Messias. Dirección Artística: Paulo Abrao Esper. Dirección escénica: Giorgia Massetani. Asistente de dirección escénica: Chris Oliveira y Edna Ligieri. Piano solista: Rosa Torres-Pardo. Orquesta y coros del Teatro Sergio Cardoso de Sao Paulo. Coproducido por el Gobierno del Estado de Sao Paulo, Dinámica Agencia y The New York Opera Society Estreno europeo: Madrid, Teatro de la Zarzuela. 12/09/2019. Música: Ricardo Llorca Diálogos: Miguel Mihura. Cantables: Ricardo Llorca. Nueva producción del Teatro de la Zarzuela mediante acuerdo con la New York Opera Society, Inc., editor. Dirección musical: Diego Martin-Etxebarria. Dirección de escena: José Luis Arellano. Escenografía: Ricardo Sánchez Cuerda. Orquesta de la Comunidad de Madrid. Coro Titular del Teatro de la Zarzuela. Director: Antonio Fauró |
| 20   | "Vals de la Bailarina"/ "Ballerina´s waltz" . Una nueva obra para piano y voz solista encargo de Rosa Torres-Pardo | 2018      | Auditorio Nacional de Madrid. 13 de enero de 2018. Rosa Torres-Pardo, piano. Artistas invitados: María Toledo (cantaora y piano) Rocío Márquez (cantaora) Arcángel (cantaor) |

## Música para Teatro, Cine y Televisión
| Teatro                                                                                        | AÑO  |
| --------------------------------------------------------------------------------------------- | ---- |
| "Amor de Perlimplin con Belisa, en su Jardín". Grupo “Teatro Mix”. Teatro Principal, Alicante | 1988 |

| Cine                                                                                 | AÑO  |
| ------------------------------------------------------------------------------------ | ---- |
| "Todas Hieren". Director: Pablo Llorca. Producciones “La Bañera Roja”. Madrid        | 1997 |
| "La Espalda de Dios". Director:Pablo Llorca. Producciones “La Bañera Roja”. Madrid   | 1999 |
| "Expiration Date". Director:Juan Carlos García. Producciones Muvi Films. Puerto Rico | 2002 |

| Documentales                                                   | AÑO  |
| -------------------------------------------------------------- | ---- |
| "El Tratado de Odessa". Pasos en la Niebla Productions. Madrid | 1987 |
| "Mario Testino". BBC. Art Partner Productions. London          | 2002 |